# Elefantina

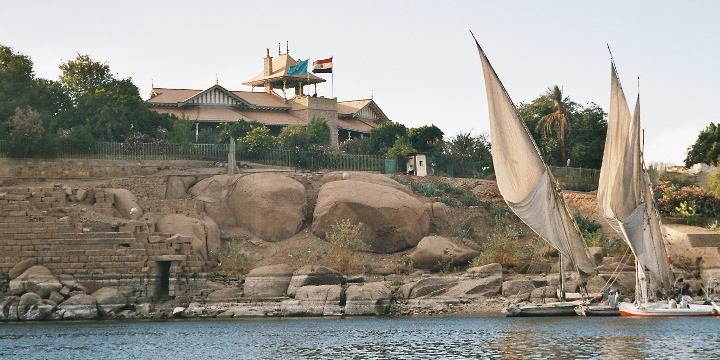
Elefantina. À esquerda pode ver-se o nilómetro e o Museu de Assuão

Elefantina é uma ilha no rio Nilo, no sul do Egito, situada frente à cidade de Assuão. Encontra-se a cerca de 900 quilómetros a sul do Cairo, a capital egípcia. Tem cerca de 1 500 metros de comprimento e 500 metros de largura na parte sul.

## História
Elefantina é o nome grego para o faraônico Abu. Lá, os faraós da XVIII e XIX dinastia construíram um grande templo para Quenúbis, o deus carneiro da região da catarata, para sua consorte, Sátis, e para Anúquis, deusa da vizinha Sehel. Ao norte fica o santuário do Império Antigo e Médio. Numerosos túmulos de pedra proeminentes dos nobres da cidade do Antigo e Médio Império estão situados no alto do penhasco na margem oeste do Nilo.
No Império Antigo (c. 2575–2130 a.C.), Elefantina era conhecida como a “porta do sul”, por ser a cidade mais ao sul do Egito e o ponto de partida do comércio sudanês. Já no Império Médio (c. 1938–1600 a.C.), era um centro administrativo da Núbia controlada pelo Egito. Durante o Império Novo (c. 1539–1075 a.C.), a região fazia parte da província de Núbia, mas, a partir do período Saita (c. 664–525 a.C.), tornou-se novamente uma fortaleza de fronteira. Nos tempos modernos, a ilha é o local de duas aldeias núbios.

## Arqueologia

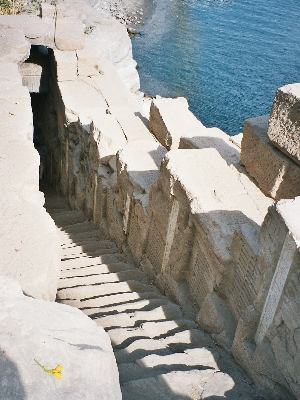
Nilómetro em Elefantina

A ilha tem sido alvo de escavações arqueológicas intensas nas últimas décadas, apesar do governador otomano de Assuão ter mandado destruir vários achados da ilha em 1822.
Destaca-se na ilha o nilómetro, mencionado pelo grego Estrabão, que era uma forma de medir o nível do Nilo, consistindo num conjunto de oitenta degraus que se acham na costa, junto ao rio. É possível observar marcações nas suas paredes que remontam ao período romano.
O faraó Amenófis III mandou construir na ilha um templo por ocasião do seu jubileu, no trigésimo ano do seu reinado. Este templo, que estaria situado a oeste do nilómetro, existiu até ao século XIX, mas nada resta dele actualmente. Sucedeu o mesmo ao templo de Tutemés III, destruído em 1822. Ramessés II também mandou construir um pequeno templo, igualmente perdido.
Na ilha foi descoberta uma pequena pirâmide da época do Império Antigo e um calendário inscrito na rocha da época do rei Tutemés III (XVIII dinastia).
Nectanebo II mandou construir na ilha um grande templo dedicado a Quenúbis que foi concluído no período ptolemaico e romano e cujas ruínas se acham no local.
Na margem esquerda do Nilo, em Cubete Alhaua, localizam-se túmulos escavados na rocha de governantes locais da época do Império Antigo e do Império Médio, destacando-se o túmulo do governador Sarempute (XII dinastia).